# Grand Veneur (légende)
Pour les articles homonymes, voir Grand veneur (homonymie).

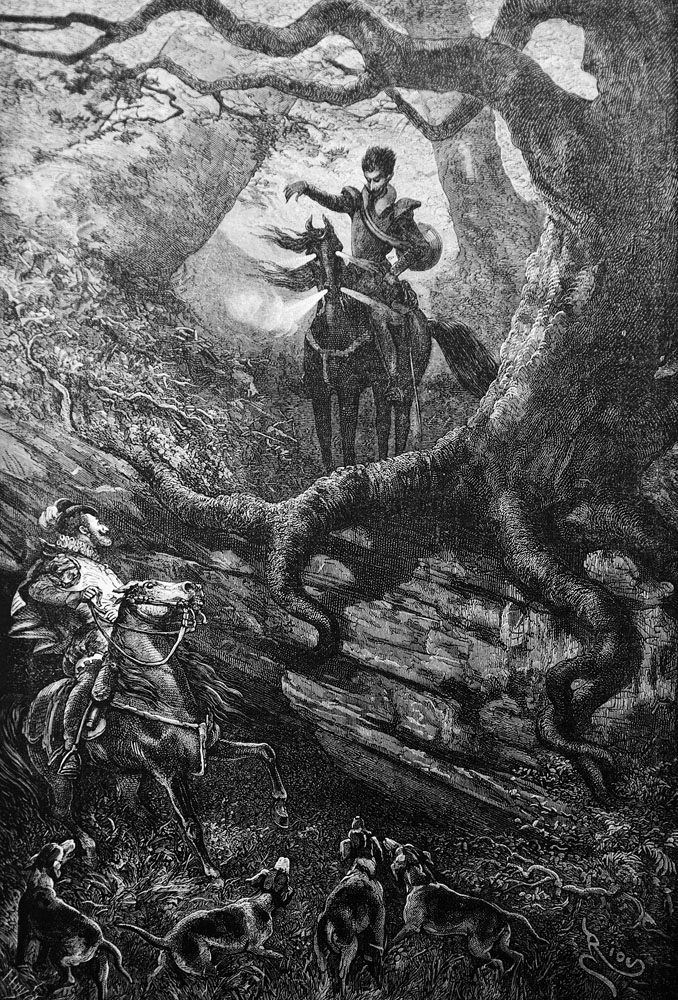
Dessin de la « vision d’Henri IV » par Édouard Riou pour la revue La Chasse illustrée, en 1873.

Le Grand Veneur ou Chasseur noir est un personnage légendaire qui rôderait dans la forêt de Fontainebleau.

## Légende
D’après les récits rapportés, le roi Henri IV chassant dans la forêt de Fontainebleau entend des cris et sons de cors. Aux sons approchant, il demande au comte de Soissons (Charles de Bourbon-Soissons) de s’informer. Un grand homme noir surgit alors en criant « M’entendez-vous ? ». Des habitants locaux prêtent alors ce phénomène à un démon qu’ils nomment « le Grand Veneur ».
On dit que ce chasseur traverse la forêt la nuit et que son apparition annonce de grands malheurs. Des bûcherons l’auraient aperçu la veille de l’abdication de Napoléon Ier. D’après Jean-Jacques Ampère, il ne s’agirait ni plus ni moins que d’une altération d’Odin, dieu de la mythologie nordique et germanique.

## Représentations culturelles
La légende inspire des auteurs qui l’adaptent notamment en personnage de conte pour enfants. En 2017, le château de Fontainebleau introduit un spectacle reprenant certains des éléments.

### Ouvrages encyclopédiques
- [De Plancy 1818] Jacques Collin de Plancy, Dictionnaire infernal, t. II, Paris, Mongie, 1818, 1re éd. (1re éd. 1818), 404 p. (lire en ligne), p. 381-382

### Ouvrages spécialisés
- [Ampère 1867] Jean-Jacques Ampère, Histoire littéraire de la France avant Charlemagne, t. II, Paris, Didier et Cie, 1867, 2e éd. (1re éd. 1839), 395 p. (lire en ligne ), chap. 2 (« Suite des influences germaniques - Langue, écriture, traditions mythologiques »), p. 113-139
- [Guilbert 1731] Abbé Guilbert, Description historique des château, bourg et forest de Fontainebleau : Contenant une explication historique des peintures, tableaux, reliefs, statues, ornemens qui s'y voyent ; et la vie des architectes, peintres et sculpteurs qui y ont travaillé, Paris, André Cailleau, 1731 (BNF 30556245), p. 197-204.
- [Ferrand 1979] Louis Ferrand (préf. Jean Hubert), Le Grand-Veneur ou Chasseur noir de la forêt de Fontainebleau, Paris, Librairie d’Argences, 1979, 48 p. (lire en ligne )